# Juridiska fakulteten vid Helsingfors universitet

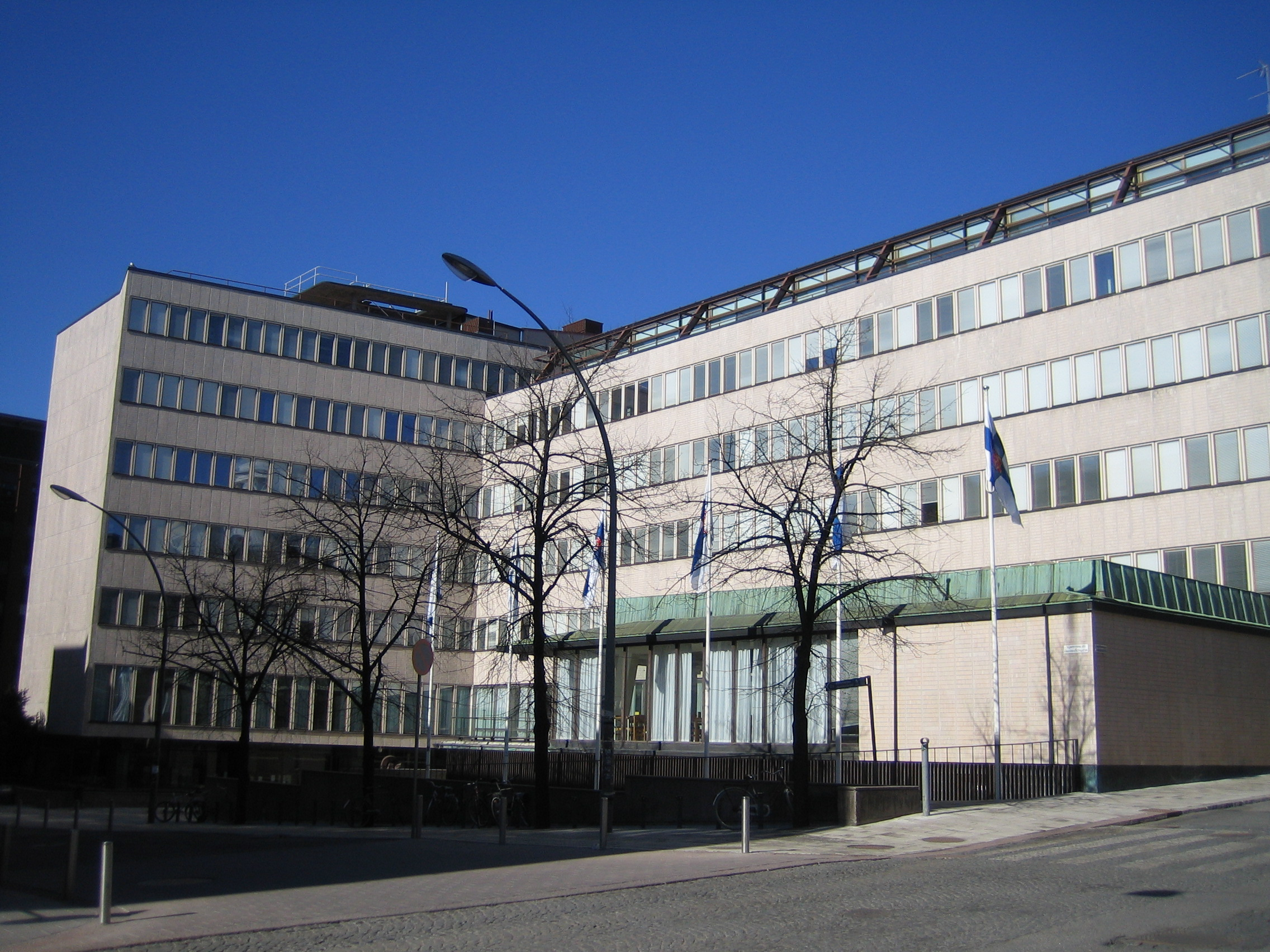
Porthania, byggnaden var Juridiska fakulteten är lokaliserad.

Juridiska fakulteten vid Helsingfors universitet är Finlands äldsta juridiska fakultet. Fakulteten grundades år 1640 (samma år som universitet), och inledde då den juridiska universitetsutbildningen i Finland. 
Idag bedrivs undervisning på grundnivån upp till forskarutbildning på både svenska och finska. På magisternivå finns även undervisning på engelska.
Fakultetens utrymmen finns i huvudsak i anslutning till Helsingfors universitets centralcampus, som ligger i Helsingfors centrum. Byggnaden som huserar fakulteten heter Porthania, och ligger i anslutning till Helsingfors universitets centralbibliotek.
Fakulteten bedriver sedan år 1991 även en sidofilial i Vasa, Finland, var man utbildar jurister på både svenska och finska.